# Oebisfelde-Weferlingen
Oebisfelde-Weferlingen – miasto w Niemczech, w kraju związkowym Saksonia-Anhalt, w powiecie Börde.

## Dzielnice miasta
| - Bergfriede - Bösdorf - Breitenrode - Buchhorst - Döhren - Eickendorf - Eschenrode - Etingen - Everingen | - Gehrendorf - Hödingen - Hörsingen - Kathendorf - Klinze - Lockstedt - Niendorf - Oebisfelde - Rätzlingen | - Ribbensdorf - Schwanefeld - Seggerde - Siestedt - Walbeck - Wassensdorf - Weddendorf - Weferlingen |